# Tăng Minh Phụng
Tăng Minh Phụng (1957 – 2003), là một doanh nhân người Việt gốc Hoa. Ông nguyên là Chủ tịch Hội đồng Quản trị kiêm Giám đốc Công ty TNHH Minh Phụng và là Phó Giám đốc Công ty TNHH EPCO. Ông được biết đến nhiều nhất vì vụ án Vụ án EPCO - Minh Phụng với các cáo buộc về các tội lừa đảo, lạm dụng tín nhiệm chiếm đoạt tài sản xã hội chủ nghĩa, cố ý làm trái gây hậu quả nghiêm trọng. Ông bị tuyên án tử hình và thi hành án bằng hình thức xử bắn vào năm 2003.

## Tiểu sử
Ông là con thứ 7 trong gia đình gốc Triều Châu nên thường được gọi là Bảy Phụng. Ông xuất thân vốn là một người chở hàng tự sản xuất đi bỏ mối ở Quận 11, TP HCM. Cũng chính từ những chuyến giao hàng này, ông đã gặp được một người nữ cảnh sát giao thông đã thường xuyên thổi phạt ông và đã trở thành vợ ông sau này. Vợ ông sau này cũng chia sẻ về con người của ông: "Niềm vui duy nhất của ông là con cái và đam mê lớn nhất là công việc. Không rượu chè, cờ bạc, trai gái.". Cũng về con người của Tăng Minh Phụng, Liên Khui Thìn, một đối tác của ông sau đó, cũng chia sẻ: " Một người có khuôn mặt phúc hậu, dễ mến, nói năng nhẹ nhàng và ăn mặc hết sức giản dị. Tăng Minh Phụng là người có tài kinh doanh, điều đó không thể phủ nhận được. Nhưng Tăng Minh Phụng là người có tham vọng quá lớn."
Sau một thời gian nhờ siêng năng, làm ăn phát đạt và được bạn bè giúp đỡ, ông đã thành lập được các tổ hợp may nhỏ lẻ, rồi nhanh chóng phát triển thành chuỗi phân xưởng lớn nhất thành phố trong những năm đầu thập niên 80. Chỉ một thời gian sau, vào nhưng năm 1993-1996, qua các phương tiện thông tin đại chúng, người ta có thể thấy Công ty Minh Phụng nổi lên như là một "tập đoàn" kinh tế năng động và rất thế lực. Với chức năng chủ yếu là sản xuất, gia công hàng may mặc, giày dép xuất khẩu, giai đoạn đầu Công ty Minh Phụng có những bước phát triển rất ổn định, doanh số có năm lên tới nhiều triệu USD. Tính đến trước khi xảy ra vụ án, Tăng Minh Phụng có tới 15 phân xưởng sản xuất gồm:
- 10 phân xưởng may mặc.
- 1 phân xưởng chuyên ngành nhựa, một phân xưởng dệt gòn.
- 1 phân xưởng bao bì PP.
- 1 phân xưởng thiết kế mỹ thuật cho hàng hoá ngành may và 1 phân xưởng thiết kế vi tính. Quy mô sản xuất thời điểm cao nhất có trên 9.000 lao động.
Vào thời gian này, Công ty Minh Phụng đã khẳng định được uy tín trên thị trường trong và cả ngoài nước, điều mà ở thời điểm những năm đầu chuyển sang kinh tế thị trường, khó có thể tưởng tượng có ở một doanh nghiệp tư nhân. Khi đang thành công lớn với những đơn hàng may gia công nhưng Công ty Minh Phụng đã chuyển sang đầu tư rất lớn vào bất động sản - một lĩnh vực còn mới vào thời điểm đó và được đánh giá là "rất phiêu lưu" khi chưa doanh nghiệp nào có kinh nghiệm.
Công ty Minh Phụng nhảy vào kinh doanh bất động sản khoảng từ 1992 trở đi, cho dù khi đó, hoạt động kinh doanh địa ốc của công ty ông bị coi là hoàn toàn bất hợp pháp, vì doanh nghiệp không có chức năng kinh doanh bất động sản.
Tính về mức độ tăng trưởng, khó có doanh nghiệp nào có thể so sánh được với Minh Phụng. Đến đầu năm 1997, ngoài các nhà xưởng sản xuất về ngành may mặc, giày dép, các dây chuyển sản xuất hoàn chỉnh có tới hàng ngàn bộ máy may, tổng danh mục bất động sản của Tăng Minh Phụng có tới 169 biệt thự, nhà ở, văn phòng các loại; hệ thống nhà xưởng tập trung, kho tàng tại các khu công nghiệp có 78 đơn vị với diện tích trên 1,2 triệu m2; đất chuyên dùng có trên 2,6 triệu m2 và các tài sản trên phân bố khắp địa bàn Thành phố Hồ Chí Minh và các tỉnh Bà Rịa - Vũng Tàu, Bình Dương, Lâm Đồng. Vào lúc đó, Tăng Minh Phụng đã được xem là một nhà đầu tư lớn trong lĩnh vực địa ốc.
Thế nhưng, số tài sản khổng lồ này có được không phải nhờ sự thành công của chiến lược kinh doanh hay tiềm lực tự thân của doanh nghiệp này mà hoàn toàn từ vốn vay ngân hàng. Thực chất, toàn bộ khối tài sản đồ sộ đứng tên Tăng Minh Phụng ngay khi ra đời thì toàn bộ giấy chứng nhận quyền sử dụng, quyền sở hữu, đều lập tức được giao cho các ngân hàng cho vay vốn để Tăng Minh Phụng tạo dựng tài sản.
Do sự tăng trưởng quá nóng, đến giai đoạn 1993-1996, doanh nghiệp của Tăng Minh Phụng đã lâm vào tình thế nguy hiểm. Ông đã vô cùng khó khăn khi phải duy trì, phát triển khối tài sản khổng lồ trên. Trong khi vốn đầu tư cho kinh doanh địa ốc thì càng nhiều, nợ vay ngân hàng thì ngày càng lớn, khả năng sinh lời từ tài sản không thể có được trong thời gian ngắn. Khi không còn cách nào khác, Tăng Minh Phụng phải lừa các ngân hàng để có vốn tiếp tục đầu tư vào đất đai. Theo quy định của Ngân hàng Nhà nước vào thời điểm đó, một doanh nghiệp chỉ được vay vốn không quá 10% vốn tự có, để có thể được vay vốn. Để đối phó với quy định trên, Tăng Minh Phụng đã thành lập hàng loạt công ty con, câu kết với các quan chức ngân hàng sử dụng trên 40 pháp nhân để vay vốn. Tính đến khi xảy ra vụ án, Minh Phụng đã thực hiện trên 600 hợp đồng tín dụng với 7 ngân hàng, với tổng dư nợ hàng ngàn tỷ đồng và hàng chục triệu USD.

## Vụ án EPCO - Minh Phụng
Năm 1997-1998 là thời điểm khủng hoảng kinh tế lần đầu tiên sau đổi mới từ 1985-1986 của Việt Nam diễn ra. Thị trường địa ốc khủng hoảng năm 1998 sau một thời gian tăng nóng quá mức.
Cũng giống nhiều doanh nghiệp khác, Minh Phụng mong muốn nhanh chóng chớp thời cơ, tích luỹ được càng nhiều đất càng tốt, chờ cơ hội sẽ bán ra được với giá cao hơn. Ngay từ đầu Minh Phụng đã xác định đầu tư trên quy mô lớn. Sự tăng trưởng quá nóng thúc đẩy Minh Phụng đầu tư vào nhiều loại bất động sản tại nhiều nơi. Nếu có nhiều vốn, có khả năng tiếp tục nắm giữ đất trong khi vẫn trả nợ ngân hàng để chờ đến chu kỳ tăng trưởng tiếp theo của thị trường địa ốc, Minh Phụng có thể thu được lợi nhuận lớn. Song toàn bộ khối tài sản là từ vốn vay, giả sử có chờ được cơn sốt tiếp theo, thì khoản lợi nhuận thu được cũng khó có thể bù đắp cho số lãi mẹ đẻ lãi con, có lẽ bi kịch bắt đầu từ đây. Đổ vỡ dây chuyền khiến công ty Minh Phụng không có khả năng trả nợ ngân hàng.
Ngày 23/4/1997, Viện trưởng Viện kiểm sát nhân dân TP HCM đã ra quyết định khởi tố và bắt tạm giam Tăng Minh Phụng và nhiều người khác về các tội lừa đảo, lạm dụng tín nhiệm chiếm đoạt tài sản xã hội chủ nghĩa, cố ý làm trái gây hậu quả nghiêm trọng. . Khám xét nhà Tăng Minh Phụng, cơ quan điều tra lại không tìm thấy tài sản riêng gì có giá trị. Tăng Minh Phụng nói rằng, toàn bộ tiền tự có, tiền vay đều tập trung vào Công ty Minh Phụng.
Phó thủ tướng Nguyễn Tấn Dũng làm Trưởng ban Ban Chỉ đạo thi hành án phần tài sản vụ án Minh Phụng - Epco, thành lập theo Quyết định số 56/QĐ-TTg ngày 15/1/2002. Vụ án đặc biệt về giá trị tài sản phải thi hành án, theo đó các bị cáo và các doanh nghiệp thuộc 2 nhóm Epco và Minh Phụng phải bồi thường và thanh toán các khoản nợ cho 6 Ngân hàng Thương mại, Ngân hàng Công thương Việt Nam (Incombank, nay là Vietinbank), Ngoại thương Việt Nam (Vietcombank), Ngân hàng Thương mại cổ phần xuất nhập khẩu Việt Nam (Eximbank), Sài Gòn Công thương Ngân hàng(Saigonbank); Ngân hàng Thương mại cổ phần Đại Nam (PVcombank); Ngân hàng Thương mại cổ phần Gia Định (nay là ngân hàng TMCP Bản Việt, Viet Capital Bank), tổng số tiền gần 6.000 tỷ đồng và 32,6 triệu USD.
Bên cạnh đó, số tài sản phải xử lý để bảo đảm thi hành án gồm trên 390 danh mục gồm 476 đơn vị tài sản là nhà xưởng, dây chuyền sản xuất, máy móc, kho tàng, văn phòng, biệt thự,... khối tài sản này Toà án xác định tại thời điểm xét xử trị giá trên 2.232 tỷ đồng.
Dù bị coi là rất nóng vội, phiêu lưu nhưng không thể phủ nhận tầm nhìn khá xa, định hướng mang tính chiến lược của Minh Phụng khi đầu tư vào bất động sản tại các khu vực trên. Thực tế khi xử lý tài sản thế chấp sau này cho thấy, các danh mục tài sản thế chấp là nhà xưởng, kho tàng tại các khu công nghiệp đều có giá khá cao, với thời gian thuê khoảng 40-50 năm, chỉ tính riêng tiền khai thác có ngân hàng đã thu được hàng trăm tỷ đồng.
Đối với tài sản là biệt thự, văn phòng, nhà xưởng tại khu vực TP Hồ Chí Minh, phần lớn giá bán thực tế đều cao hơn rất nhiều so với giá Tòa án định khi xét xử. Riêng đối với các lô đất mà Minh Phụng đã lập các dự án tại khu vực Thủ Đức, theo quy hoạch của TP Hồ Chí Minh, hầu hết số này nằm ở các vị trí rất đắc địa, lợi nhuận chắc chắn sẽ rất lớn. Do vậy, có ngân hàng được Tòa án giao cho một số lô đất tại Thủ Đức, TP Hồ Chí Minh, chưa cần phải triển khai xây dựng dự án, cũng không cần đầu tư hạ tầng, qua phiên đấu giá một lô thôi đã thu đủ toàn bộ số nợ trên 15 triệu USD, ngoài ra đơn vị này còn dư ra được số tiền và tài sản trị giá cả chục triệu USD.
Có nhiều rắc rối liên quan tới việc thi hành án. Nhiều tài sản bị định giá quá thấp gây thiệt hại cho bản thân các bị cáo. Kết quả định giá khối tài sản của 2 nhóm Minh Phụng và Epco từng gây nên cuộc tranh luận rất gay gắt trong quá trình tố tụng, chắc nhiều người còn nhớ hình ảnh vị luật sư bảo vệ quyền lợi cho bị cáo đã rơi lệ cay đắng ngay trong phiên tòa khi nghe kết quả thẩm định giá tài sản, vì "mỗi mét vuông đất được tính bằng giá ba cây kem Tràng Tiền".
Tăng Minh Phụng bị tuyên án tử hình. Tháng 5 năm 2003, Chủ tịch nước Cộng hòa Xã hội Chủ nghĩa Việt Nam đã bác đơn xin ân xá của ông. Vào 5h sáng ngày 11 tháng 7 năm 2003, Tăng Minh Phụng và Phạm Nhật Hồng bị thi hành án tử hình.
Theo lời kể của Liên Khui Thìn, nguyên tổng giám đốc công ty EPCO, thì có nhiều nguyên nhân dẫn tới việc công ty Minh Phụng thất bại, trong đó gồm tư duy chủ quan nóng vội, sử dụng đòn bẩy quá mức, lừa đảo vay tiền ngân hàng, khủng hoảng kinh tế - tài chính trên thế giới và ở Việt Nam năm 1997-1999, thay đổi quy hoạch của Chính phủ Việt Nam, môi trường pháp lý non yếu không bảo vệ được các công ty tư nhân.
Theo bài nghiên cứu "Self-interest and ideology: bureaucratic corruption in Vietnam" của J Gillespie đăng trên Australian journal of Asian law, năm 2001, vụ án Minh Phụng - EPCO có nhiều vấn đề sai trái về phía cơ quan tư pháp và hệ thống luật pháp của Chính phủ Việt Nam. Một số tội áp đặt cho Tăng Minh Phụng đáng lẽ có thể được giảm nhẹ. Vụ xử án cũng bị thiên lệch do ý chí chính trị của Đảng Cộng sản Việt nam vào thời gian này, theo đó muốn triệt hạ những trùm tư bản có khả năng phát triển mạnh và lũng đoạn kinh tế như Tăng Minh Phụng. Quyết định không cho phép doanh nghiệp tư nhân trong nước được nhận vốn từ doanh nghiệp nước ngoài, đặc biệt là Singapore và Đài Loan cũng góp phần khai tử cho Tăng Minh Phụng. Cũng từ vụ án EPCO - Minh Phụng có thể thấy, chỉ cần Nhà nước có sự điều chỉnh về quy hoạch xây dựng nhà máy lọc dầu, thì không chỉ các dự án của Minh Phụng - Epco mà hàng loạt các nhà đầu tư khác tại khu vực Bà Rịa - Vũng Tàu rơi ngay vào tình trạng tê liệt, phá sản.
Dư luận cũng cho rằng toàn bộ tài sản to lớn của Minh Phụng bao gồm hệ thống các xưởng sản xuất may mặc, nhiều nhà cửa, khách sạn và đất đai bị nhà nước tịch biên, nếu được bán theo giá thị trường, Minh Phụng có khả năng hoàn trả nợ dễ dàng và chỉ phải chịu hình phạt về gian lận tài chính, nhưng không đến mức bị tử hình.